# Komisja Wspólna Przedstawicieli Rządu RP i KEP
Komisja Wspólna Przedstawicieli Rządu RP i KEP – powstała w 1949 z inicjatywy arcybiskupa Stefana Wyszyńskiego, nazywana wówczas Komisją Mieszaną w celu rozwiązywania problemów na linii państwo polskie a katolicki związek wyznaniowy.

## Działalność Komisji
Spotkania Komisji Wspólnej odbywały się sporadycznie, w zależności od klimatu politycznego. Reaktywowana po podpisaniu porozumień gdańskich w 1980.
W latach 1980–1983 Komisja zbierała się 27 razy, natomiast w latach 1984–1989 miały miejsce tylko 23 posiedzenia. W pracach Komisji wspólnej ze strony rządu polskiego uczestniczyli: Kazimierz Barcikowski (przewodniczący), Jerzy Kuberski, Witold Lipski i Aleksander Merker a ze strony kleru katolickiego: Bronisław Dąbrowski, Franciszek Macharski (współprzewodniczący), Alojzy Orszulik i Jerzy Stroba.
W 1984 komisja przygotowała projekt ustawy o stosunku państwa do Kościoła. W 1986 w posiedzeniach Komisji Wspólnej w poszerzonym składzie uczestniczyli sekretarz Stanisław Ciosek i biskup Zygmunt Kamiński.
Podczas posiedzenia Komisji 16 kwietnia 2018 omawiano politykę prorodzinną państwa, politykę edukacyjną państwa, prowadzenie działalności gospodarczej przez Kościół i wdrażanie wymogów RODO w Kościele. Minister edukacji Anna Zalewska oświadczyła, że „Rząd zadbał o to, by w żadnym akcie prawnym nie używano języka gender”. Poinformowała także, że w szkołach publicznych – wbrew przepisom prawa – powierza się katechetom obowiązki wychowawców klasy.

### Obecny skład Komisji
- ze strony rządu
  - współprzewodniczący: Marcin Kierwiński
  - członkowie: Barbara Nowacka, Agnieszka Dziemianowicz-Bąk, Marta Cienkowska, Jan Grabiec, Tomasz Szymański.
- ze strony KEP
  - współprzewodniczący: Józef Kupny[7]
  - członkowie: Wojciech Polak, Adrian Galbas, Zbigniew Zieliński, Krzysztof Wętkowski, Marek Marczak.